# Гаварс, Дидзис
Дидзис Гаварс (латыш. Didzis Gavars; род. 18 ноября 1966, Юрмала) — латвийский политик, министр здравоохранения (2010).

## Биография
Родился 18 ноября 1966 года в Юрмале. В 1984 году окончил 1-ю рижскую среднюю школу. В 1992 году окончил медицинский факультет Рижского университета имени Страдыня, а в 1993 году получил квалификацию сертифицированного врача-лаборанта.

## Карьера
С апреля 2010 года Гаварс является членом правления Ассоциации работников здравоохранения. С 1998 по 2009 год он читал лекции по лабораторной диагностике и семейной медицине в рамках программ обучения, организованных Ассоциацией семейных врачей.
Гаварс включен в списки латвийских миллионеров, составленные несколькими СМИ. Он баллотировался на выборах в Юрмальскую городскую думу 2001 года от Латвийской зелёной партии, но не был избран. 13 мая 2010 года он стал министром здравоохранения в правительстве Валдиса Домбровскиса. За его кандидатуру проголосовали 49 человек. Гаварс находился на посту до 3 ноября, когда было утверждено новое правительство. С того времени Гаварс не ведёт политическую деятельность.